# أبو النصر القورصاوي
أبو النصر القورصاوي (1776 - 1812)، عالم دين تتاري بارز، وأحد مؤسسي الحركة الإصلاحية والعقلانية في الفكر الإسلامي والإجتماعي عند التتار.

## حياته
هو عبد النصير أبو النصر بن إبراهيم بن يار محمد القزاني البلغاري الحنفي القورصاوي ولد عام 1776م/ 1190 هـ في قرية قورصا شمال شرق قازان. تلقى القورصاوي تعليمه في مشكرة، في مدرسة أنشئت عام 1759. وهناك درس على يد العلامة والآخوند الشهير محمد رحيم بن يوسف الأشيتي (ت 1817)؛ سافر القورصاوي إلى بخارى حوالي عام 1798 لمتابعة المزيد من الدراسات، درس القورصاوي في بخارى على يد نيازقلي التركماني (ت 1821). وأثناء وجوده هناك بدأ في اتباع الطريقة الصوفية النقشبندية المجددية. وبعد أربع سنوات في بخارى عاد إلى قورصا، وأصبح إمامًا ومدرسًا لمسجد القرية قام بتدريس أصول الفقه والقرآن والحديث واللاهوت المسمى "علم التوحيد والصفات". سافر مرة أخرى إلى بخارى عام 1808، وبسبب انتقاداته لعلماء المدينة فيما يتعلق بالمسائل اللاهوتية، نشب خلاف مع الامير حيدر بن معصوم (حكم 1800-1826)، الذي حكم عليه بالإعدام بتهمة الهرطقة. وبعد أن أفلت من الإعدام بصعوبة، غادر المدينة، واستقر مرة أخرى في قورصا. استمر في اعتناق آرائه الإصلاحية ومهاجمة الأصوات المعارضة في الكتابة والمناظرات العامة وفي تدريسه، وأصبح شخصية معروفة ومثيرة للجدل على نطاق واسع بين مسلمي بلغار وجذب إلى مدرسته عددًا صغيرًا من الطلاب والرفاق.

## محاكمته
عقد اجتماع وشارك فيه ستة عشر شخصًا، وأرفق كل منهم اسمه بالفتوى الأولية التي تدينه. بالإضافة إلى الأمير حيدر بن معصوم، وكان من أبرز أعضاء علماء الإمارة الحاضرين: عطاء الله البخاري، وعناية الله البخاري، والقاضي تورسون باقي. كان الهدف من الاجتماع هو عرض نقاش بين القورصاوي والعلماء حول موقفه من الصفات الإلهية، وبحسب شهاب الدين المرجاني، فإن الاجتماع كان أشبه بمحاكم التفتيش، حيث كان القورصاوي يُسأل باستمرار عن تصريحاته، بدأ الأمير الاجتماع وهو يلوح بالسيف، وشَرعَ العلماء، وعلى رأسهم شمس الدين البلخي، في استجواب القورصاوي حول "الصفات الإلهية" في محاولة لاستفزازه لإصدار أي تصريح يدينه.
أعلن الأمير والعلماء أن القورصاوي مذنب بالكفر وحكموا عليه بالإعدام إذا لم يتراجع عن آرائه. ولم يجد القورصاوي خيارًا آخر، فتاب وذكر العقائد النسفية، واعترف مجبراً بأنها معتقده. أطلق الأمير سراحه، وأمر بإحراق كتبه وأصدر إعلانًا بأن أي شخص في بخارى يعتقد أنه يحمل معتقدات أبو النصر القورصاوي أو يمتلك كتاباته فسيقوم بإعدامه. بتشجيع من رفيقه نيازقلي التركماني (ت. ١٨٢١)، غادر القورصاوي بخارى إلى الأبد.

## القورصاوي ومسألة صلاة العشاء
مسألة صلاة العشاء في خطوط العرض الشمالية خلال فصل الصيف "الليالي البيض" عندما لا يختفي الشفق تماما. بالنسبة لعلماء مثل فتح الله العريوي، وشقيقه إيسان حب الله العروي، والملا فيض القيسقاري (ت 1835)، والملا بايمراد بن محرم المنجارل (ت 1848)، فالظلام يعتبر تقليديًا علامة على ذلك فيعلنون أن وجوب أداء العشاء قد حان، فإذا لم يحدث هذا الوقت لعدم حلول الظلام، فيجب في رأيهم إلغاء صلاة العشاء وعدم ادآءها. وقد أوصى فتح الله العروي وباي مراد المنغري بإلغاء صلاة الليل في رسائلهما. وأما القورصاوي فقد أصر في "الإرشاد للعباد" على وجوب صلاة العشاء في أي وقت من السنة، بغض النظر عن غياب الشمس، لأن الصلاة الخامسة من فروض الإسلام الأساسية. وليس بسبب قضية ثانوية قد يكون موضع شك.
اجتذبت قضية صلاة العشاء اهتمامًا واسع النطاق كموضوع مثير للجدل، وأصبح الرأي القائل بوجوب أداء الصلاة دائمًا مرتبطًا بالقورصاوي، وتَزايد قبوله في النصف الأول من القرن التاسع عشر، حيث أصدر المفتي محمد جان فتوى في عام 1819 وافق فيها على أن صلاة العشاء لا ينبغي حذفها، ولكن الجدل استمر لفترة طويلة بعد ذلك.
المسألة هذه كانت لها آثار كبيرة على السلطة الدينية في منطقة الفولغا-أورال. وتركز الخلاف بين القورصاوي وخصومه حول تحديد الوقت الصحيح للصلاة. بالنسبة للأخيرة، فقد تمت تسويتها بالفعل ضمن الفقه الحنفي الأوسع، وكان الأمر ببساطة يتعلق بصلاة المسلمين في الأوقات المناسبة فقط. ومع ذلك، بالنسبة للقورصاوي، فقد أبطلت ليالي الصيف القصيرة الموقف التقليدي، مما استلزم صياغة موقف جديد مناسب للمكان. وهكذا كان الخلاف يتوقف على رؤى مختلفة حول من يمكنه اتخاذ هذا القرار: هل هو عالم معاصر بشكل فردي أم الأجيال السابقة من الحنفية مجتمعة. وبإعلانه أمرا للاجتهاد، يشير القورصاوي إلى أنه أو أي عالم مؤهل لديه السلطة في تحديد وقت الصلاة. علاوة على ذلك، فهو ينتقد الموقف التقليدي باعتباره لا أساس له على الإطلاق.

## كتب
كتب أعمالًا عدة مثل: "الإرشاد للعباد" وكتاب "النصوص"، والتي تستكشف العلاقة بين وجهة نظر القورصاوي في الصفات ورؤية السرهندي. وفي قورصا أنهى أيضًا "شرح قديم للعقائد النسفية"، و"شرح جديد للعقائد النسفية" و"رسالة إثبات الصفات" و"النصائح"، و"اللوائح"، وكذلك شرحًا لـ "مختصر المنار" لطاهر بن حبيب الحلبي (1340–1406)، الذي يتناول كتاب "المنار في أصول الفقه" لأبي البركات عبد الله النسفي، وهو عمل مهم في النظرية الفقهية الحنفية، ويدخل في شرح القورصاوي الكثير من التفاصيل حول العملية التأويلية لاستخلاص القواعد القانونية وتحديد الالتزامات الدينية.

## وفاته
بعد سنوات قليلة فقط من عودته من بخارى، قرر القورصاوي - ربما بعد أن سئم الدفاع المستمر عن نفسه وآرائه - الذهاب إلى الحج. وفي بداية 9 أغسطس 1812، غادر قورصا مع أخويه عبد الخالق وعبد الكريم، ووصل إلى إسطنبول في النصف الثاني من ذلك الشهر. عند وصوله إلى إسطنبول، أصيب قورساوي بالكوليرا أثناء الرحلة، وتوفي في الأيام العشرة الأخيرة من رمضان (28 سبتمبر 1812) ودُفن في مقبرة منطقة أوسكودار.